# Rudolf Skácel
Rudolf Skácel (* 17. července 1979, Trutnov, Československo) je bývalý český fotbalový záložník a bývalý reprezentant, od roku 2017 do roku 2019 byl hráč klubu 1. FK Příbram. Mistr Evropy hráčů do 21 let z roku 2002.
Na klubové úrovni působil mimo ČR ve Francii, Řecku, Skotsku, Anglii a Německu. V červnu 2019 se rozloučil s kariérou

## Klubová kariéra

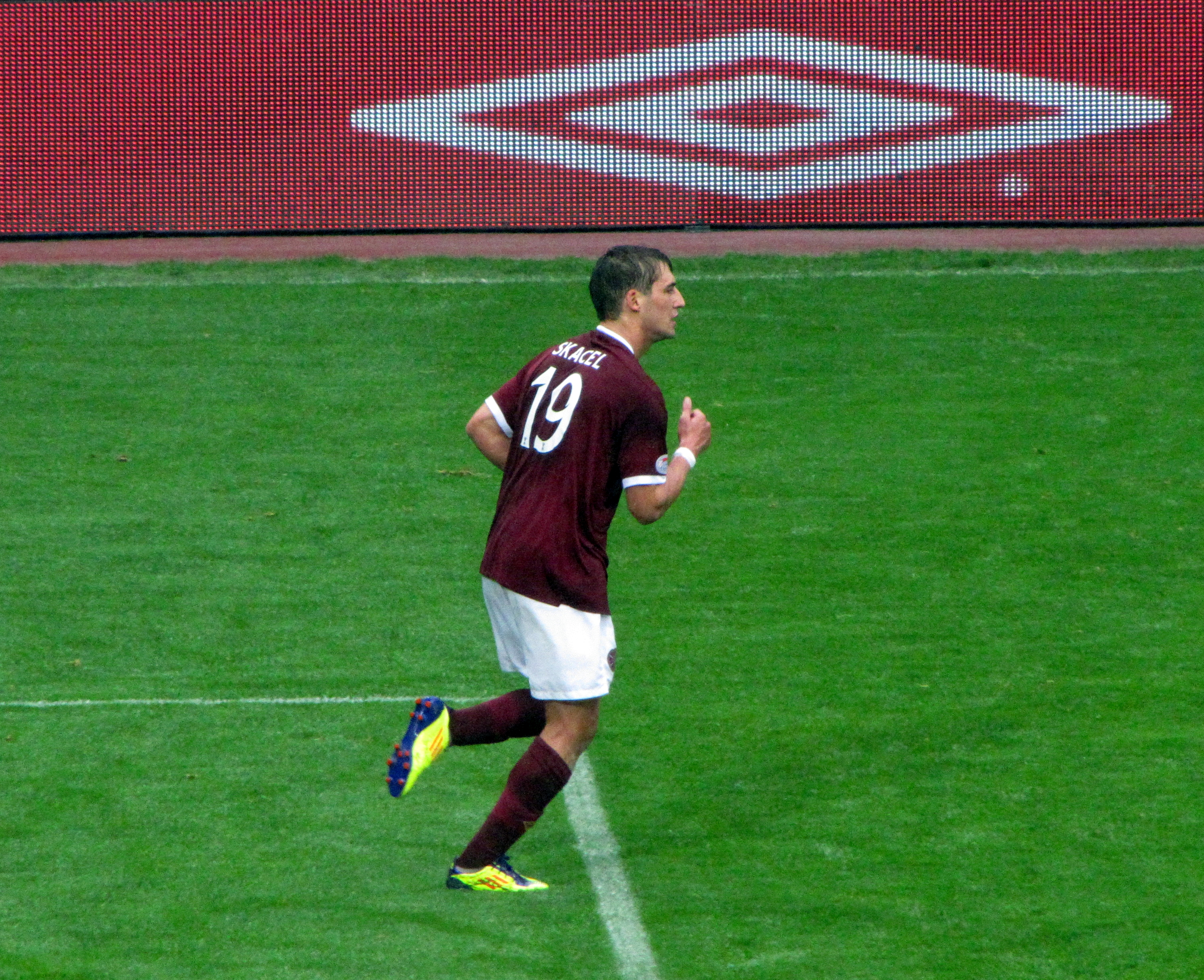
Rudolf Skácel v dresu Heart of Midlothian.

S fotbalem začal v Trutnově, kde hrál také lední hokej a tenis.[zdroj?] Od třinácti let působil v FC Hradec Králové. V roce 1997 debutoval v rezervním královéhradeckém týmu – na jaře nastoupil v posledním kole divize, na podzim hrál Českou fotbalovou ligu. Když v roce 1999 první tým Hradce Králové sestoupil do druhé ligy, Skácel se poprvé v posledním kole objevuje na pár minut na hřišti. V roce 2000 se stává stabilním členem A týmu, jenž vyhrává druhou nejvyšší soutěž a postupuje mezi elitu. V roce 2001 se prosazuje také v první lize, skóruje hned v úvodním kole při prohře Hradce v Jablonci 1:5, překonává slavného brankáře Petra Koubu. Na začátku jara 2002 přestupuje do SK Slavia Praha, s níž vyhrál Pohár ČMFS. Dále hrál za Olympique de Marseille (2003–2004), Panathinaikos Athény (2004–2005), Heart of Midlothian FC (2005–2006, zde se setkal s krajany Michalem Pospíšilem a Romanem Bednářem), Southampton FC (2006–2009), Herthu Berlín (hostování na jaře 2008). Na podzim 2008 po vypršení smlouvy s Herthou hrál opět v anglickém Southamptonu.

### SK Slavia Praha (první návrat)
V říjnu 2009 se vrátil po šesti letech do Slavie. Do konce podzimní sezóny tam působil jako amatérský hráč, protože po skončení přestupního termínu už nemohl podepsat profesionální kontrakt. Za Slavii odehrál ale pouze 5 ligových zápasů, v nichž zaznamenal 3 góly (všechny do sítě 1. FC Brno).
- 26. října 2009, Slavia – Olomouc 1:2
- 31. října 2009, Příbram – Slavia 1:0
- 9. listopadu 2009, Slavia – Plzeň 0:0
- 21. listopadu 2009, Jablonec – Slavia 1:1
- 29. listopadu 2009, Slavia – Brno 3:1, Skácel vstřelil hattrick.

### AE Larissa 1964
V lednu 2010 podepisuje smlouvu na 1,5 roku v řeckém celku AE Larissa. Po hostování v Panathinaikosu Athény to bylo jeho druhé působení v Řecku. V Larisse ale vydržel jen do léta a pak se přesunul do Skotska.

### Hearts of Midlothian FC (návrat)
V září 2010 podepisuje novou jednoroční smlouvu v Heart of Midlothian FC. Se skotským klubem vyhrál v sezóně 2011/12 podruhé skotský fotbalový pohár (první získal během svého dřívějšího působení v sezóně 2005/06). Ve finále zdolal Hearts tým Hibernian FC 5:1 a Skácel se na vítězství podílel 2 góly. Po utkání byl oceněn jako „muž zápasu“ (Man of the Match). Poté se vyjádřil, že to byl jeho „pravděpodobně poslední zápas za Hearts“, neboť nedostal nabídku k prodloužení smlouvy, přestože v ligovém ročníku 2011/12 vsítil 18 branek a byl nejlepším kanonýrem klubu. 9. října Hearts oznámili, že Rudolf Skácel opět trénuje s týmem. Nicméně přestup zpět do Hearts of Midlothian nebyl možný, klub měl zakázány přestupy.

### Dundee United FC
Po letním odchodu z Hearts trénoval chvíli ve Slavii Praha a v dalších klubech a koncem října 2012 (poté, co bylo jasné, že v Hearts kvůli zákazu přestupů hrát nemůže) podepsal krátkodobou smlouvu (do ledna 2013) v dalším skotském klubu Dundee United FC. Poprvé za nový klub skóroval v 18. kole skotské ligy proti Inverness Caledonian Thistle FC, když v 8. minutě zvyšoval už na 3:0 pro domácí. Hosté však v dramatickém duelu stačili vyrovnat na konečných 4:4.

### SK Slavia Praha (druhý návrat)
Po skončení smlouvy s Dundee United 30. ledna 2013 se nedohodl na jejím prodloužení. Začátkem března podepsal kontrakt do konce ročníku 2012/13 se Slavií Praha. Poprvé nastoupil 16. března 2013 v domácím utkání proti Slovanu Liberec, trenér Petr Rada jej poslal na hřiště dvacet minut před koncem místo slovenského záložníka Karola Kisela. Slavia zvítězila 3:1. 13. dubna 2013 nastoupil v základní sestavě v pražském derby proti Spartě, Slavia podlehla městskému rivalovi 1:3. Celkem odehrál v dresu Slavie během tohoto angažmá 5 zápasů, branku nevstřelil. Na konci sezóny nedostal nabídku na novou smlouvu.

### FK Mladá Boleslav
V srpnu 2015 byl na testech v FK Mladá Boleslav. S vedením boleslavského klubu se dohodl na spolupráci do 30. června 2016. Do února 2016 zde odehrál pouze dva ligové zápasy, v březnu 2016 se stal volným hráčem.

### Raith Rovers FC
Následoval návrat do Skotska, kde si v minulosti vybudoval výborné renomé. V červenci 2016 podepsal smlouvu s týmem Raith Rovers FC hrajícím Scottish Championship (druhou skotskou ligu). Odehrál zde sezónu 2016/17, po níž následoval sestup klubu do Scottish League One (třetí skotské ligy).

### 1. FK Příbram
V létě 2017 se dohodl na kontraktu s druholigovým českým klubem 1. FK Příbram.

## Reprezentační kariéra

### U21
Do mládežnických reprezentací se nedostal, nastoupil poprvé až za národní mužstvo do 21 let. V říjnu 2001 debutuje v kvalifikačním utkání proti Bulharsku a hned v prvním utkání se zapisuje mezi střelce, když ve 26. minutě zvyšuje na průběžných 3:0 (ČR zvítězila suverénně 8:0).
S jedenadvacítkou vyhrál ME hráčů do 21 let v roce 2002 konané ve Švýcarsku. Na turnaji odehrál kompletní utkání postupně proti Francii (prohra ČR 0:2), Řecku (remíza 1:1), Itálii (výhra ČR 3:2 po prodloužení) a ve finále opět proti Francii (0:0, 5:4 na pokutové kopy pro ČR).
Celkem za českou fotbalovou reprezentaci do 21 let odehrál 9 utkání (3 výhry, 5 remíz, 1 prohra) a vstřelil 1 gól.

### A-mužstvo
Později se stává členem kádru A-týmu české reprezentace. 12. listopadu 2003 debutuje v domácím přátelském zápase s Kanadou a hned se střelecky prosazuje. V 73. minutě střídá na hřišti Jana Kollera a o 8 minut později upravuje stav utkání na průběžných 5:0 (ČR v závěru inkasovala gól a vyhrála poměrem 5:1).
Byl také jedním z hráčů nominovaných na EURO 2008 jako náhradník za zraněného Daniela Pudila. ČR vypadla již v základní skupině a Skácel nezasáhl do žádného ze 3 zápasů.
Celkem odehrál za českou reprezentaci dohromady 7 utkání s bilancí 4 výhry a 3 prohry, vstřelil 1 gól.
Účast na vrcholových turnajích:
- ME 2008 v Rakousku a Švýcarsku (nezasáhl však do žádného ze 3 zápasů českého týmu na turnaji)

### Reprezentační zápasy a góly
| Rok    | Zápasy | Góly |
| ------ | ------ | ---- |
| 2001   | 3      | 1    |
| 2002   | 6      | 0    |
| Celkem | 9      | 1    |

| Rok    | Zápasy | Góly |
| ------ | ------ | ---- |
| 2003   | 1      | 1    |
| 2005   | 2      | 0    |
| 2008   | 2      | 0    |
| 2010   | 2      | 0    |
| Celkem | 7      | 1    |

Góly Rudolfa Skácela za české reprezentační mužstvo do 21 let 
| Gól | Datum       | Stadion                | Soupeř    | Skóre (min.) | Výsledek | Soutěž                                 |
| --- | ----------- | ---------------------- | --------- | ------------ | -------- | -------------------------------------- |
| 010 | 5. 10. 2001 | Na Stínadlech, Teplice | Bulharsko | 03:0 0(26.)  | 8:0      | kvalifikace na ME hráčů do 21 let 2002 |

Góly Rudolfa Skácela za reprezentační A-mužstvo České republiky 
| Gól | Datum        | Stadion                | Soupeř | Skóre (min.) | Výsledek | Soutěž           |
| --- | ------------ | ---------------------- | ------ | ------------ | -------- | ---------------- |
| 010 | 12. 11. 2003 | Na Stínadlech, Teplice | Kanada | 05:0 0(81.)  | 5:1      | přátelské utkání |